# Palaeomolis
Palaeomolis este un gen de insecte lepidoptere din familia Arctiidae.

## Specii[1]
- Palaeomolis aksuensis
- Palaeomolis albovittata
- Palaeomolis amabilis
- Palaeomolis buraetica
- Palaeomolis dublitzkyi
- Palaeomolis elwesi
- Palaeomolis erschoffi
- Palaeomolis ferghana
- Palaeomolis flava
- Palaeomolis fumosa
- Palaeomolis garleppi
- Palaeomolis glaphyra
- Palaeomolis glauca
- Palaeomolis gratiosa
- Palaeomolis hampsoni
- Palaeomolis illustrata
- Palaeomolis infrapicta
- Palaeomolis issyka
- Palaeomolis kashmirica
- Palaeomolis kindermanni
- Palaeomolis korlana
- Palaeomolis ladakensis
- Palaeomolis lemairei
- Palaeomolis manni
- Palaeomolis marxi
- Palaeomolis metacauta
- Palaeomolis metarhoda
- Palaeomolis mongolica
- Palaeomolis naryna
- Palaeomolis nebulosa
- Palaeomolis nigromarginalis
- Palaeomolis nigroradiata
- Palaeomolis obscurata
- Palaeomolis palearctica
- Palaeomolis palmeri
- Palaeomolis pomona
- Palaeomolis postflavida
- Palaeomolis pretiosa
- Palaeomolis puengeleri
- Palaeomolis purpurascens
- Palaeomolis rosearia
- Palaeomolis roseni
- Palaeomolis rothschildi
- Palaeomolis rubescens
- Palaeomolis rupicola
- Palaeomolis schotlaenderi
- Palaeomolis selmonsi
- Palaeomolis serarum
- Palaeomolis serum
- Palaeomolis transversata
- Palaeomolis tristis
- Palaeomolis ussuriensis
- Palaeomolis validus
- Palaeomolis victori